# العلاقات الساموية السويسرية
العلاقات الساموية السويسرية هي العلاقات الثنائية التي تجمع بين ساموا وسويسرا.

## مقارنة بين البلدين
هذه مقارنة عامة ومرجعية للدولتين:
| وجه المقارنة                                              | ساموا                        | سويسرا                                                                                      |
| --------------------------------------------------------- | ---------------------------- | ------------------------------------------------------------------------------------------- |
| المساحة (كم2)                                             | 2.84 ألف                     | 41.28 ألف                                                                                   |
| عدد السكان (نسمة)                                         | 196.44 ألف                   | 8.21 مليون                                                                                  |
| الكثافة السكانية (ن./كم²)                                 | 69.17                        | 198.89                                                                                      |
| العاصمة                                                   | أبيا                         | برن                                                                                         |
| اللغة الرسمية                                             | لغة إنجليزية، اللغة الساموية | اللغة الألمانية، اللغة الإيطالية، لغة فرنسية، اللغة الرومانشية، الألمانية السويسرية الموحدة |
| العملة                                                    | تالا ساموي                   | فرنك سويسري                                                                                 |
| الناتج المحلي الإجمالي (بليون دولار)                      | 856.63 مليون                 | 678.89 مليار                                                                                |
| الناتج المحلي الإجمالي (تعادل القوة الشرائية) بليون دولار | 1.15 مليار                   | 518.07 مليار                                                                                |
| الناتج المحلي الإجمالي الاسمي للفرد دولار أمريكي          | 3.94 ألف                     | 80.94 ألف                                                                                   |
| الناتج المحلي الإجمالي للفرد دولار أمريكي                 | 5.79 ألف                     | 59.54 ألف                                                                                   |
| مؤشر التنمية البشرية                                      | 0.702                        | 0.930                                                                                       |
| رمز المكالمات الدولي                                      | +685                         | +41                                                                                         |
| رمز الإنترنت                                              | .ws                          | .ch، .swiss ‏                                                                                |
| المنطقة الزمنية                                           | ت ع م+13:00                  | توقيت وسط أوروبا، ت ع م+01:00، ت ع م+02:00، أوروبا/زيورخ ‏                                   |

## منظمات دولية مشتركة
يشترك البلدان في عضوية مجموعة من المنظمات الدولية، منها:
| علم المنظمة | اسم المنظمة                               | تاريخ انضمام ساموا | تاريخ انضمام سويسرا |
| ----------- | ----------------------------------------- | ------------------ | ------------------- |
|             | مؤسسة التمويل الدولية                     | 28 يونيو 1974      | 29 مايو 1992        |
|             | منظمة حظر الأسلحة الكيميائية              | ?                  | ?                   |
|             | يونسكو                                    | 3 أبريل 1981       | 28 يناير 1949       |
|             | الاتحاد الدولي للاتصالات                  | 7 أكتوبر 1988      | 1866                |
|             | الأمم المتحدة                             | 15 ديسمبر 1976     | 10 سبتمبر 2002      |
|             | منظمة الشرطة الجنائية الدولية             | ?                  | ?                   |
|             | البنك الدولي للإنشاء والتعمير             | 28 يونيو 1974      | 29 مايو 1992        |
|             | الاتحاد البريدي العالمي                   | ?                  | ?                   |
|             | مؤسسة التنمية الدولية                     | 28 يونيو 1974      | 29 مايو 1992        |
|             | منظمة التجارة العالمية                    | ?                  | ?                   |
|             | بنك التنمية الآسيوي                       | 1966               | 1967                |
|             | المركز الدولي لتسوية المنازعات الاستشارية | 25 مايو 1978       | 14 يونيو 1968       |
|             | وكالة ضمان الاستثمار متعدد الأطراف        | 27 سبتمبر 2002     | 12 أبريل 1988       |

## وصلات خارجية
- موقع وزارة الخارجية السويسرية